# Edward Routh
Edward John Routh (Quebec (Canada), 20 januari 1831 – Cambridge (Verenigd Koninkrijk), 7 juni 1907) was een Britse wiskundige en begeleider van wiskundestudenten op de Universiteit van Cambridge in het midden van de negentiende eeuw. Vanaf 1862 begeleidde hij gedurende een periode van 22 jaar steeds de studenten met de hoogste cijfers, waarvan hij er zelf destijds een was. Naast zijn intensieve arbeid op het gebied van onderwijs liet hij ook de resultaten van origineel onderzoek na, zoals het Stabiliteitscriterium van Routh-Hurwitz en de Stelling van Routh, een stelling in de driehoeksmeetkunde. 
1. ↑  Mathematics Genealogy Project; geraadpleegd op: 8 augustus 2016; taal van werk of naam: Engels; MGP-identificatiecode: 101929.